# Ocean Vanguard
Ocean Vanguard ist ein mehrfach verwendeter Schiffsname.
Den Namen trugen oder tragen unter anderem:
- das Typschiff des Ocean-Stückgutschiffstyps, siehe Ocean (Schiffstyp)
- ein ehemaliges Forschungsschiff des norwegischen Havforskningsinstituttet, siehe Kristine Bonnevie (Schiff)